# Bedkruik

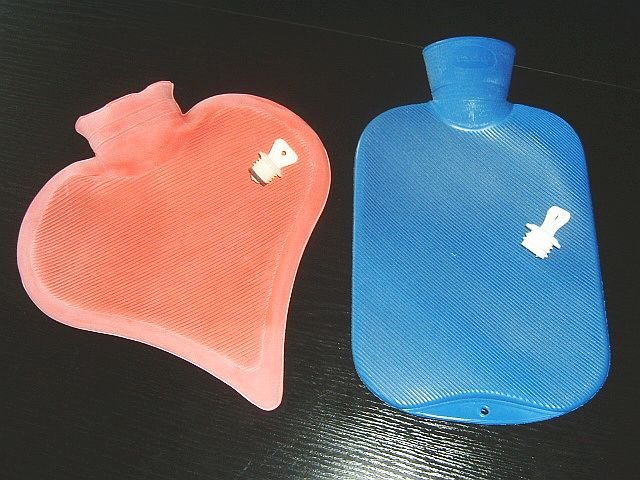
Vrolijk gekleurde bedkruiken van rubber.

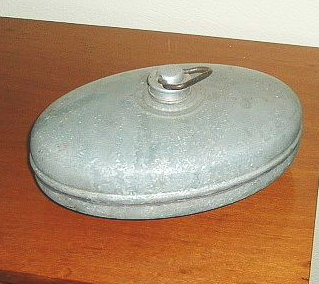
Zinken kruik uit 1925.

Een bedkruik of warmwaterkruik is een heetwaterzak die wordt gebruikt om in bed voor warmte te zorgen als het koud is. Een bedkruik wordt voor het slapen gaan met heet (maar niet kokend) water gevuld en mee in bed genomen. De kruik geeft gedurende de nacht warmte af, waardoor het onder de dekens behaaglijk blijft.

## Soorten
Tegenwoordig zijn de meeste kruiken gemaakt van rubber, pvc of een andere flexibele, hittebestendige kunststof. Ook metaal wordt wel gebruikt maar dit materiaal heeft als nadeel dat het de warmte goed geleidt, waardoor de kans op verbranding groter wordt. Daarom wordt bij metalen kruiken vaak een hoes gebruikt om direct contact met het lichaam te vermijden. Er zijn vele verschillende grootten, kleuren en vormen kruiken in de handel, alhoewel de meeste een grootte van maximaal 30 bij 20 cm hebben.
Gebruikte materialen in het verleden waren bijvoorbeeld keramiek, koper of glas.
Sinds 1926 werden er in de Nederlandse ziekenhuizen en verpleeghuizen roestvrij stalen bedkruiken gebruikt die gevuld waren met natriumacetaat. Door de kruiken warm te maken in een kruikenmoeder wordt natriumacetaat vloeibaar. In bed koelt de kruik af en kristalliseert het natriumacetaat weer. Dit kristalliseren geeft ca. 7-8 uur een behaaglijke warmte af.
Ook kunnen kussens met plantaardige vulling worden gebruikt als kruik; voorbeelden hiervan zijn de pittenzak en het speltkussen, die opgewarmd kunnen worden in de oven of magnetron.

## Andere toepassingen
Een alternatieve toepassing van een bedkruik is in warmtetherapie, waarbij men helende eigenschappen toeschrijft aan een warmtebron. Bijvoorbeeld kan een bedkruik worden gebruikt bij buikpijn. Hiervoor dient de warme bedkruik tegen de buik te worden gelegd wat de buikpijn mogelijk kan verzachten.